# George C. Woodruff

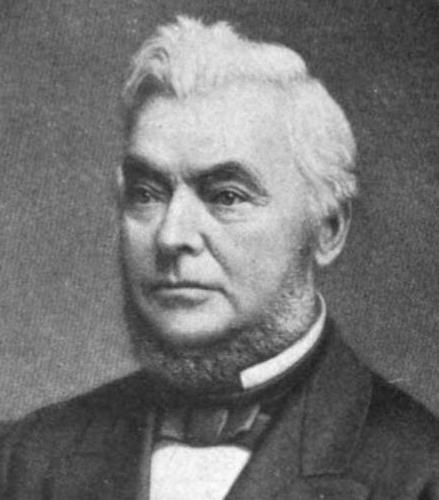
George C. Woodruff

George Catlin Woodruff (* 1. Dezember 1805 in Litchfield, Connecticut; † 21. November 1885 ebenda) war ein US-amerikanischer Politiker. Zwischen 1861 und 1863 vertrat er den Bundesstaat Connecticut im US-Repräsentantenhaus.

## Werdegang
George Woodruff besuchte bis 1825 das Yale College. Nach einem anschließenden Jurastudium und seiner im Jahr 1827 erfolgten Zulassung als Rechtsanwalt begann er in Litchfield in seinem neuen Beruf zu praktizieren. Zwischen 1832 und 1846 war er mit einer kleinen Unterbrechung im Jahr 1842 auch Posthalter in dieser Stadt.
Politisch war Woodruff Mitglied der Demokratischen Partei. Im Jahr 1851 wurde er in das Repräsentantenhaus von Connecticut gewählt. Bei den Kongresswahlen des Jahres 1860 wurde er im vierten Wahlbezirk von Connecticut in das US-Repräsentantenhaus in Washington, D.C. gewählt. Dort trat er am 4. März 1861 die Nachfolge des Republikaners Orris S. Ferry an. Da er bereits bei den nächsten Wahlen im Jahr 1862 gegen John Henry Hubbard verlor, konnte er bis zum 3. März 1863 nur eine Legislaturperiode im Kongress absolvieren, die von den Ereignissen des Bürgerkrieges bestimmt war.
Nach dem Ende seiner Zeit im US-Repräsentantenhaus arbeitete George Woodruff wieder als Anwalt. In den Jahren 1866 und 1874 wurde er erneut in das Repräsentantenhaus von Connecticut gewählt. Er starb am 21. November 1885 in seinem Geburtsort Litchfield.